# Kanku Mulekelayi
Kanku Mulekelayi (ur. 1 kwietnia 1980 w Lubumbashi) – piłkarz z Demokratycznej Republiki Konga grający na pozycji pomocnika. W latach 2000–2004 rozegrał w reprezentacji Demokratycznej Republiki Konga 16 meczów i strzelił 2 gole.

## Kariera klubowa
Karierę piłkarską Mulekelayi rozpoczął w klubie TP Mazembe. W jego barwach zadebiutował w pierwszej lidze Demokratycznej Republiki Konga. W latach 2000 i 2001 wywalczył mistrzostwo kraju. W 2000 roku zdobył z Mazembe Coupe du Congo.
W 2003 roku Mulekelayi odszedł do południowoafrykańskiego Ajaksu Kapsztad. W 2004 roku wywalczył z nim mistrzostwo RPA. W 2006 roku wrócił do TP Mazembe. Grał w nim do 2009 roku. Wraz z Mazembe został mistrzem kraju (2007, 2009) oraz wygrał Ligę Mistrzów w 2009 roku.

## Kariera reprezentacyjna
W reprezentacji Demokratycznej Republiki Konga Mulekelayi zadebiutował w 2000 roku. W tym samym roku był w kadrze na Puchar Narodów Afryki 2000, ale nie rozegrał na nim żadnego spotkania. W 2002 roku był powołany do kadry na Puchar Narodów Afryki 2002. Na nim zagrał w 2 meczach: z Wybrzeżem Kości Słoniowej (3:1) i ćwierćfinale z Senegalem (0:2). W kadrze narodowej grał do 2006 roku. Wystąpił w niej 16 razy i strzelił 2 bramki.